# Jonathan Kent
Jonathan Kent es un personaje ficticio del universo de DC Comics, creado por el escritor Jerry Siegel y el dibujante Joe Shuster. Apareció por primera vez en Action Comics#1 en 1938. Jonathan Kent es el padre adoptivo de Clark Kent (Superman) y un personaje central en la historia del superhéroe, conocido por ser una figura de sabiduría, amor y guía moral en la vida de su hijo.
Jonathan y su esposa, Martha Kent, adoptaron a un bebé kryptoniano que sobrevivió a la destrucción de su planeta natal, Krypton. Criaron a Clark en la ciudad de Smallville, Kansas, brindándole una educación basada en principios de humildad, trabajo duro y respeto por la vida. Jonathan es retratado como un hombre sabio, amable y solidario, pero también tiene una gran fortaleza interior y un profundo sentido del deber. Su influencia en la vida de Clark es fundamental para el desarrollo del héroe.
A lo largo de las historias de Superman, Jonathan Kent ha jugado un papel crucial en la formación del carácter de su hijo, inculcándole el valor de la responsabilidad y la compasión, además de servir como su apoyo moral y emocional.A pesar de no tener poderes sobrehumanos, su papel como figura paterna y su firmeza en los principios éticos lo han convertido en uno de los pilares de la mitología de Superman. 
En diversas versiones de los cómics y adaptaciones en cine y televisión, ha sido interpretado de distintas maneras. Dependiendo de la versión, el personaje ha sido representado de diferentes edades y con diferentes trayectorias, pero su rol como el "padre terrenal" sigue siendo inquebrantable. En la pequeña y gran pantalla, interpretan al personaje los actores: Glenn Ford en la película de 1978 Superman: The Movie; John Schneider en la serie Smallville de 2001; Kevin Costner en el Universo extendido de DC; Fred Henderson en la serie de 2021 Superman & Lois; y Pruitt Taylor Vince en la película del DC Universe titulada Superman (2025).

## Biografía

### Versiones de la Edad de Oro y de Plata
Aunque se describe que un "automovilista que pasaba" encontró al bebé Kal-El en la primera aparición del personaje en Action Comics #1 de 1938, Superman #1 de 1939 presenta a los padres adoptivos de Superman los mitos, siendo "Mary Kent" la única madre a la que se le dio. Los nombres de pila de los Kent varían en las historias de la década de 1940. Una novela de Superman de 1942, Las aventuras de Superman de George Lowther,  dio los nombres "Eben y Sarah Kent"; Eben y Martha Kent fueron utilizados en la serie de películas Superman de 1948; mientras que Eben y Sarah Kent fueron utilizados en el estreno de 1952 de la serie de televisión Adventures of Superman, pero el primer recuento extenso del origen de Superman en Superman # 53 (julio-agosto de 1948, anunciado como el "10th Anniversary Issue!") los nombra "John y María Kent". Este problema establece firmemente que son los Kent quienes descubren al bebé Kal-El. Los Kent lo llevan a un "hogar para expósitos" y expresan su interés en adoptarlo, a lo que el hogar accede fácilmente después de sufrir la interrupción de las habilidades de crecimiento del bebé. Esta historia también establece que "Clark" es el apellido de soltera de Mary Kent. Mary y John Kent mueren por causas naturales cuando "Clark se hizo adulto", con John en su lecho de muerte implorando a Clark que se convierta en "una fuerza poderosa para el bien" y sugiriendo que Clark es un "Superman", un nombre adoptado por Clark en la historia. panel final. Curiosamente, no se incluye ninguna mención de "Superboy", aunque esa característica ya se había establecido.
Pa Kent recibe el nombre de Jonathan por primera vez en Adventure Comics v1 #149 (febrero de 1950). Historias posteriores,  después de la introducción del sistema Multiverso de DC a principios de la década de 1960, declaran que la primera versión de los Kent se llama "John y Mary Kent" y vive en el mundo de "Tierra-Dos", hogar de los Golden. Los superhéroes de DC de la Edad de Plata, mientras que los más modernos Jonathan y Martha Kent viven en el mundo de "Earth-One", hogar de los superhéroes de DC de la Edad de Plata.
Los Kent hicieron pocas apariciones en las historias de Superman hasta la introducción de la serie de cómics Superboy en 1949. En esta serie, son personajes secundarios habituales del superhéroe adolescente. Las historias de Superboy establecen la historia de fondo de los Kent. Jonathan, un expiloto de carreras,  es un granjero en una granja en las afueras de Smallville. Después de que él y Martha encuentran al niño Kal-El en su cohete, lo llevan al orfanato de Smallville y luego lo adoptan formalmente, llamándolo "Clark". Pronto descubren que Clark posee una fantástica variedad de superpoderes. Cuando Clark comienza la escuela, los Kent venden su granja y la familia se muda a Smallville, donde abren una tienda general.  Durante los primeros años de escuela primaria de Clark, Jonathan entrena al joven Clark en el uso de sus superpoderes lo mejor que sabe mientras lo insta a mantener el uso de sus poderes en secreto. A la edad de ocho años,  Clark comienza una carrera de superhéroe como Superboy. Martha crea el disfraz de Superboy con las mantas dentro del cohete que lo trajo a la Tierra, y Jonathan lo ayuda a crear un medio para hacer que Superboy y Clark parezcan personas diferentes al desarrollar la identidad secreta de Clark como un individuo reservado y de modales apacibles. Los Kent ayudan a su hijo adoptivo en muchas aventuras como Superboy.
En Superman #161 (mayo de 1963), se publicó la historia "Los últimos días de mamá y papá Kent" que explica cómo fallecieron debido a la exposición a la "enfermedad de la peste" después de que Jonathan encontró un cofre pirata enterrado en una isla del Caribe mientras y Martha estaban de vacaciones allí. El propietario original del cofre, Peg-leg Morgan, había enterrado los artículos antes de morir de la misma enfermedad. Los Kent estuvieron expuestos a la enfermedad en ese momento. En ese momento, los Kent todavía aparecían como ancianos. Esto entra en conflicto con su rejuvenecimiento a una edad más temprana en Superboy #145 (marzo de 1968). Alguien más tendrá que explicar el paso de su muerte en 1963 a su rejuvenecimiento en 1968.
En Superboy vol.1 #145 (marzo de 1968), Jonathan y Martha rejuvenecen físicamente y parecen más jóvenes debido a la influencia de un suero alienígena. Después de esto, Jonathan y Martha fueron dibujados por artistas como personas de mediana edad, en lugar de personas mayores, en apariencia hasta el reinicio de Superman en 1986. (Action Comics #500 relata que el suero finalmente desapareció justo antes de la graduación de la escuela secundaria de Clark, y los Kent gradualmente volvieron a sus verdaderas edades y apariencias de ancianos). Después de que Clark se gradúa de la escuela secundaria, Jonathan y Martha se van de vacaciones a las islas del Caribe, donde contraen una enfermedad tropical mortal tras manipular materiales del cofre del tesoro de un pirata que habían exhumado; A pesar de los mejores esfuerzos de Superboy, Martha muere y Jonathan muere poco después. Antes de morir, Jonathan le recuerda a Clark que siempre debe usar sus poderes en beneficio de la humanidad. Clark llora a sus padres y se muda a Metrópolis para asistir a la universidad.
En las historias de Superman y Superboy anteriores a 1986, ambos Kent mueren antes del comienzo de la carrera adulta de Clark como Superman. Sin embargo, Jonathan tuvo una oportunidad de ver a su hijo adoptivo como el Hombre de Acero. Después de que Superboy ayuda a un grupo de granjeros interplanetarios de un mundo alienígena,  le recompensan concediéndole el deseo subconsciente de Jonathan de ver a Clark en el futuro como Superman. Usando su tecnología avanzada, colocan a un Jonathan envejecido artificialmente años en el futuro, deformando la realidad para que parezca que nunca había muerto y que había mantenido contacto con su hijo todo el tiempo. Después de pasar 30 horas en el futuro con su hijo adulto, los extraterrestres devuelven a Jonathan a su período de tiempo adecuado. El incidente se elimina de la memoria consciente de todos y la línea de tiempo vuelve a la normalidad. 

### Versiones de la Edad Moderna

#### The Man of Steel
Después de que el escritor de cómics John Byrne reescribiera el origen de Superman en la serie limitada El Hombre de Acero de 1986, uno de los cambios que hizo fue mantener con vida a Jonathan y Martha Kent hasta la edad adulta de Clark. Los Kent tienen el mismo papel que en las historias anteriores, inculcando a Clark la moral necesaria para convertirse en una figura fuerte y heroica. Un equipo de la Legión de Superhéroes /Superman que fue escrito para explicar por qué la Legión todavía existe incluso sin Superboy confirma que Jonathan y Martha Kent después de la crisis son más jóvenes que sus contrapartes anteriores a la crisis, lo que explica en parte por qué siguen viviendo en La vida adulta de Clark. 
En esta versión de los acontecimientos, después de que una "matriz de nacimiento" kryptoniana aterriza en la Tierra, Jonathan y Martha encuentran a un recién nacido en su interior. Al recibir al bebé justo antes de que llegue una gran tormenta de nieve (que enterró a Smallville bajo la nieve durante varios meses y cortó el acceso de personas ajenas a la granja de la familia Kent), la pareja decide hacer pasar al bebé como su propio hijo natural, nombrándolo. "Clark", explotando los abortos espontáneos pasados de Martha para justificar su decisión de mantener en secreto su "último embarazo". Los poderes de Clark se desarrollan lentamente, y sus poderes emergen por completo una vez que llega a la adolescencia. Después de la graduación de la escuela secundaria de Clark, los Kent le cuentan a Clark sobre sus verdaderos orígenes y Clark deja Smallville para explorar el mundo exterior. Después de que Clark se muda a Metrópolis, Jonathan y Martha ayudan a Clark a crear una identidad de superhéroe. Más tarde están presentes cuando Clark finalmente descubre un mensaje holográfico en su nave de su padre biológico, Jor-El; Antes de esto, los Kent habían asumido que la nave pertenecía al programa espacial de otro país.
En la miniserie Man of Steel y después, los Kent siguen siendo agricultores durante la edad adulta de Clark, aunque una historia presenta cómo abrieron una tienda general en Smallville. Aunque Jonathan todavía está vivo en los cómics, sufre un ataque cardíaco después de la historia de La muerte de Superman,  y conoce a Clark en el más allá y lo anima a regresar a la vida con él, lo que se sugiere como uno de varios factores que permitieron Superman volverá a la vida. La historia de los Kent después de la crisis se desarrolla más plenamente en la serie limitada de finales de los 80 , The World of Smallville, y la historia de los antepasados de Jonathan se explora más a fondo en la serie limitada de los 90, The Kents, que revela que la familia Kent eran decididos abolicionistas que se mudaron. a Kansas para participar en la lucha para establecerlo como Estado Libre durante el violento período previo a la guerra civil estadounidense en esa región conocido como Kansas Bleeding.
Después de que Clark alcanzó la edad adulta y se mudó a Metrópolis, los Kent continúan desempeñando un papel destacado en la vida de Clark y también en la vida de su extensa familia alienígena. Cuando Matrix Supergirl llega a la tierra, se muda por un tiempo con los Kent, quienes la tratan como a una hija a pesar de problemas como su relación con Lex Luthor (que actualmente se hace pasar por su propio hijo después de que su cerebro fue trasplantado a un clon). y su propia culpa por "subvertir" la vida de Linda Danvers cuando Matrix, sin saberlo, se fusionó con la moribunda Linda. Después de que Supergirl revelara esa parte de su vida a los Kent, Jonathan visitó a los Danvers para ayudar al padre de Linda, Fred, a adaptarse al estatus poco convencional de su hija común. Más tarde, los Kent adoptan al medio clon de Clark, Kon-El, también conocido como Superboy. Le dan el nombre de Conner Kent y lo cuidan de la misma manera que cuidaron a Clark. Sin embargo, Conner no es Clark y, aunque aprecia todo lo que hicieron los Kent, no le gusta mucho vivir en una granja. La pareja vuelve a encontrarse sin hijos cuando Conner muere durante la Crisis infinita. Luego, Kara Zor-El (la prima recientemente descubierta de Clark) los visita y les pregunta a los Kent por qué Clark nunca le pidió que viviera con ellos.  Los Kent también ayudan a Lois y Clark a lidiar con su hijo adoptivo, Chris Kent.

#### Patrimonio
Los Kent fueron nuevamente alterados en la serie limitada superman: Birthright de 2003 de Mark Waid, que nuevamente revisó los orígenes de Superman.  Se retrata a Jonathan teniendo una relación más tensa con su hijo, principalmente debido a las experiencias de la infancia de Jonathan con su autoritario padre, y él y Martha son representados como mucho más jóvenes en el momento en que Clark adoptó su identidad de Superman que en representaciones pasadas, apareciendo aquí para ser apenas de mediana edad.  
Las apariencias de los Kent fueron modificadas para parecerse a las versiones más jóvenes del actor John Schneider y la actriz Annette O'Toole, quienes interpretan a los Kent en la serie de televisión Smallville.  Aunque ahora se muestra con gafas, Jonathan tiene una cabellera rubia y Martha tiene largas trenzas rojas. Esta representación más joven de los Kent ha persistido en el Universo DC normal desde que se publicó Birthright.  

#### Después dela primogenitura
Después de la historia de "Infinite Crisis", la continuidad de Superman fue revisada una vez más desde el origen de Birthright, como se resume brevemente en Action Comics #850. Aunque varios aspectos de su pasado están claramente retomados de la versión de Birthright, hay pocos que indiquen específicamente que los propios Kent hayan cambiado sustancialmente. Al principio todavía se los representa con apariencias más jóvenes y con los retratos de Schneider y O'Toole; sin embargo, esto eventualmente da paso a representaciones canas más antiguas, más tradicionalmente genéricas.
Una nueva historia del origen de Superman fue revelada en Superman: Secret Origin de Geoff Johns y Gary Frank. Este origen en su mayor parte sigue de cerca la historia de la Edad de Plata. Por ejemplo, se reintroduce la historia de Superboy de Clark, al igual que su historia con la Legión de Superhéroes. Además, a diferencia de Birthright, se muestra que Jonathan tiene la misma posición que Martha para ayudar a Clark a crear su identidad heroica. Martha y Jonathan son quienes sugieren que Clark se ponga un disfraz de superhéroe, lo que inicialmente a Clark no le gusta. Cuando Clark se siente diferente de los niños nativos de la Tierra, Martha le cuenta la historia de su propia familia llegando a un acuerdo en Estados Unidos, después de haber emigrado de Alemania hace mucho tiempo. En esta versión, se muestra que los Kent ya tienen el cabello canoso cuando encuentran al bebé Kal-El, pero aún se sienten atraídos por ser considerablemente más jóvenes, más en sintonía con sus contrapartes de Birthright; A medida que la miniserie avanza hacia la edad adulta de Clark y su debut como Superman, envejecen visiblemente y sus apariencias llegan a coincidir con las de El hombre de acero . Esta versión también tenía la nave espacial de Kal-El no sensible al ADN kryptoniano; A cualquiera que se acercara al barco se le mostró el mensaje pregrabado dejado por Jor-El y Lara, así como la escena de la vida kryptoniana. A Jonathan y Martha se les muestran imágenes de Krypton, aunque es Martha quien parece más fascinada con la hermosa y científicamente avanzada raza de los kryptonianos.
Al final del arco argumental "Brainiac" de Geoff Johns y Gary Frank, Pa Kent sufre un ataque cardíaco fatal durante el ataque de Brainiac al sol de la Tierra. Su funeral, al que asistieron todos sus familiares y amigos de Smallville, se muestra en Superman: New Krypton Special en el que Martha, negándose a ser un obstáculo para su hijo, le pide a Clark que la deje sola en la granja y vaya a atender los asuntos más urgentes. cuestión de la restauración y transformación de Kandor en Nuevo Krypton. A pesar de haberle asegurado a Clark que estará bien, Martha comienza a sufrir de soledad al estar sola en Kent Farm. Sintiendo que Martha necesitaba un amigo y también sintiéndose sola sin Clark, Krypto llega al porche delantero y le ofrece a Martha la compañía que tanto necesita.
Siguiendo la historia de "Final Crisis", Clark regresa del siglo 31 junto con un Conner Kent recién resucitado. Conner vuelve a vivir con Martha y descubre un nuevo aprecio por Smallville y la granja, después de su muerte. Esto ayuda aún más a aliviar la soledad de Martha, ya que afirma que no le gustaba vivir en una casa "tranquila". 
Durante la historia de "Blackest Night" de 2009, el cuerpo del difunto Superman de Tierra-Dos se convierte en un Black Lantern y emprende una matanza por Smallville, que culmina con el secuestro del ataúd de Pa de su tumba y el secuestro de Ma. por la Linterna Negra Lois Lane de Tierra-Dos. El Superman de Tierra-Dos declara que mamá y papá pronto volverán a estar en brazos del otro.  Mientras Conner y Clark se ocupan de Superman de Tierra-Dos, Martha debe lidiar con Lois Linterna Negra, quien persigue a Martha hasta el campo de maíz.  Sin embargo, Martha se defiende contra Black Lantern Lois, con la ayuda de Krypto. Juntos, los dos prenden fuego al campo de maíz y Krypto corta temporalmente la conexión de Lois con el Black Lantern Ring, lo que permite que Martha sobreviva.
Después de "Blackest Night" y la destrucción de New Krypton, Superman se dispuso a caminar por Estados Unidos para restablecer una conexión personal con la raza humana, sintiendo que necesitaba recordar lo que era ser humano después de su tiempo en New Krypton y la pérdida de su padre. Cuando se habla de la reciente agitación emocional de Superman durante su caminata, Batman especula que parte del problema es que Clark nunca experimentó realmente una pérdida personal antes de la muerte de Jonathan (la destrucción de Krypton ocurrió cuando era demasiado joven para tener una inversión emocional en ello), aunque Confía en que su amigo superará los acontecimientos recientes. Más tarde, Lex Luthor adquiere brevemente un poder casi omnipotente e intenta volver loco a Superman obligándolo a experimentar las emociones humanas que creía que el extraterrestre simplemente fingió para mezclarse con la humanidad, solo para indignarse cuando su sondeo de la mente de su enemigo reveló que El momento decisivo de la tragedia de Superman fue la muerte de Jonathan, ya que no podía aceptar que su enemigo fuera criado por humanos o tuviera una educación tan buena en comparación con su propia relación angustiada con su padre. 

### The New 52
En The New 52 (un reinicio del universo de DC Comics de 2011), tanto Jonathan como Martha Kent murieron luego de un incidente con un conductor ebrio y Clark Kent tiene que asumir su papel de Superman sin ellos.  

### DC Rebirth
En la miniserie "Doomsday Clock", que concluye el relanzamiento de DC Rebirth de 2016, se revela que la continuidad de la iniciativa de DC Comics de 2011 The New 52 fue provocada por el Doctor Manhattan, quien también provocó la muerte de los Kent. Superman tuvo una pesadilla sobre sus muertes.  Superman finalmente convence al Doctor Manhattan para deshacer sus acciones: la línea de tiempo anterior se restaura y los Kent vuelven a la vida. Esto fue representado donde Clark se inspiró en los cuentos de la Sociedad de la Justicia, donde se convirtió en Superboy y evitó sus muertes. 

## Otras versiones
Las contrapartes de Kent en Tierra-3 aparecen brevemente en la historia "Forever Evil" de 2013-2014 como parte del origen de Ultraman. Los jóvenes Jonathan y Martha Kent de Tierra Tres son drogadictos en una relación abusiva. Un día, mientras Jonathan amenaza a Martha con un cuchillo, la cápsula espacial de Ultraman aterriza en su granja. El joven Ultraman decide integrarse en la sociedad hasta estar listo para conquistar el planeta y obliga a Jonathan y Martha a actuar como sus padres. Se revela que en algún momento alrededor de los siete años, Ultraman asesina a los Kent y quema su granja, pero mantiene el nombre de Clark Kent. 
En el universo Superman: Earth One, Jonathan y Martha encuentran la cápsula kryptoniana mientras caminan.
En la precuela del videojuego Injustice: Gods Among Us, el presidente de los Estados Unidos contrata a Mirror Master y un equipo de comandos para secuestrar a Jonathan y Martha y usarlos como moneda de cambio en un intento de poner fin al mantenimiento de la paz impuesto por Superman. Superman y la Liga de la Justicia los rescatan con éxito y Clark los coloca en la Fortaleza de la Soledad para protegerlos después de que el gobierno incendiara la granja Kent. Cuando la Insurgencia irrumpe en la Fortaleza para recuperar la súper píldora, Green Arrow accidentalmente golpea a Jonathan en el hombro con una de sus flechas cuando intenta combatir a Superman. Clark mata brutalmente a Oliver a golpes y Martha toma una de las pastillas para poner fin a su agresión. Los dos confrontan a su hijo por sus métodos dictatoriales y sin complejos con la aparición del holograma de Jor-El y están de acuerdo con los Kent en que Clark ha ido demasiado lejos. Mientras Superman ignora sus súplicas y sale volando de la Fortaleza, los dos se disculpan con Jor-El por no haberlo criado adecuadamente, mientras que Jor-El se disculpa con ellos por haber liberado a Kal-El en este mundo.
En la precuela de la secuela del juego, los Kent todavía viven en la Fortaleza de la Soledad sabiendo que serían perseguidos por las acciones de su hijo si regresaban a Smallville, ya que su granja fue incendiada. Cuando los héroes llegan para liberar a los Jóvenes Titanes de la Zona Fantasma, les permiten entrar a todos excepto a Harley Quinn (debido a su contribución al giro de Superman hacia la villanía).

## En otros medios

### Cine

#### Acción en vivo

##### Serie Christopher Reeve
- Eben Kent aparecen en la serie de Superman, interpretados por Edward Cassidy.
- Jonathan Kent aparece en Superman: The Movie (1978), interpretado por Glenn Ford. Esta versión de Jonathan muere de un ataque cardíaco poco después de darle a Clark orientación sobre su propósito en la Tierra, lo que lo inspira a crear la Fortaleza de la Soledad.

##### Brandon Routh
- Jonathan Kent aparece en fotografías en Superman Returns (2006).

##### Universo extendido de DC - DCEU
- Jonathan Kent aparece en el Universo extendido de DC, interpretados por Kevin Costner apareciendo por primera vez en la película de 2013 El hombre de acero. Cuando era niño, Martha consuela a Clark cuando sus poderes amenazan con abrumarlo. Existe un conflicto entre el deseo de Clark de usar sus poderes para ayudar a otros y el deseo de Jonathan de mantenerlos en secreto. Cuando Clark llega a la edad adulta, los dos están aún más en desacuerdo sobre el deseo de Clark de salir al mundo, mientras que Jonathan prefiere continuar con la granja familiar. Al final, Jonathan muere en un tornado y se niega a permitir que Clark lo salve. Años más tarde, cuando el General Zod y otros criminales de la Zona Fantasma llegan a la Tierra y exigen a Martha la ubicación de la nave espacial que trajo a Clark a la Tierra, Martha se niega a cooperar y sólo se salva gracias a la oportuna intervención de su hijo.
- En Batman v Superman: Dawn of Justice (2016), Lex Luthor hace que Martha sea secuestrada y mantenida como rehén por Anatoli Knyazev para obligar a Superman a luchar contra Batman. Superman convence a Batman de unir fuerzas contra Luthor y Batman rescata a Martha. Después de que Doomsday mata a Superman, es enterrado junto a Jonathan. [23]
- En Liga de la Justicia (2017), Martha vende la granja de Kent, ya que no puede pagar las comisiones bancarias y ya no tiene ningún vínculo con Smallville tras la muerte de su hijo. Cuando Superman resucita, ella se reúne alegremente con él y Bruce Wayne compra el banco al que Martha le debía dinero, lo que le permite quedarse con la granja. 
  - En La Liga de la Justicia de Zack Snyder, Martian Manhunter se disfraza de Martha para convencer a Lois Lane de reinsertarse en la sociedad.[24]

##### DC Universe - DCU
El actor Pruitt Taylor Vince es el encargado de dar vida a Jonathan Kent en la película Superman (2025) del cineasta James Gunn.  

#### Animación
- Jonathan Kent hace una aparición sin hablar en Superman/Batman: Apocalypse.
- Jonathan Kent aparece en superman: Brainiac Attacks, con la voz nuevamente de Mike Farrell. [28]
- Jonathan Kent aparece en Superman vs. The Elite, con Jonathan expresado por Paul Eiding. [29]
- Jonathan Kent hace cameos sin hablar en Justice League: The Flashpoint Paradox.
- Jonathan Kent aparece en JLA Adventures: Atrapado en el tiempo, con la voz de Tom Gibis. [28]
- Jonathan Kent aparecen en DC Super Hero Girls: Héroe del Año, con la voz de Dean Cain. [28]
- Jonathan Kent aparece en las películas de DC Animated Movie Universe The Death of Superman (2018) y Reign of the Supermen, con la voz nuevamente de Paul Eiding. [28]
- Jonathan Kent aparece en Superman: Man of Tomorrow (2020), con la voz de Neil Flynn. [30] [28]
- Jonathan Kent aparece en Injustice, con la voz de Kevin Pollak. [31] Cuando Superman comienza a tomar medidas extremas para garantizar que se establezca la paz en todo el mundo, el gobierno de los EE. UU. contrata a Mirror Master para que dirija a algunos soldados a secuestrar a Jonathan Kent. Superman pudo usar el cinturón de Mirror Master para rescatarlo fuera de la pantalla. Durante el ataque de la Insurgencia a la Fortaleza de la Soledad, se topan con Jonathan Kent. Cuando Superman ataca a la Insurgencia con la ayuda de la Liga de Asesinos, Green Arrow dispara una flecha a Superman solo para que Superman la desvíe accidentalmente hacia Jonathan Kent, lo que hace que Superman mate a Green Arrow. En sus momentos finales, Jonathan le dice a Superman que no culpe a la Insurgencia por su muerte accidental.

### Series

#### Acción en vivo
- Eben Kent aparece en Las aventuras de Superman (1952), interpretado por Tom Fadden.
- Jonathan Kent aparece en Superboy, interpretado por Stuart Whitman.
- Jonathan Kent aparece en Lois & Clark: Las nuevas aventuras de Superman, interpretado por Eddie Jones.
- Jonathan Kent aparece en Smallville, interpretado por John Schneider. Esta versión de los Kent tiene poco más de 40 años al comienzo de la serie. Jonathan se postula y gana como senador contra Lex Luthor.
- Jonathan Kent aparece en Superman & Lois, interpretado por Fred Henderson. Jonathan murió de un ataque cardíaco cuando Clark todavía era un adolescente, lo que Clark menciona influyó en su decisión de dejar Smallville después de graduarse.

#### Animación
- Jonathan Kent aparece en los segmentos de Superboy de Las nuevas aventuras de Superman .
- Jonathan Kent aparece en Superman (1988), con la voz de Alan Oppenheimer.
- Jonathan Kent aparece en series ambientadas en el Universo animado de DC (DCAU), con la voz de Mike Farrell. [28] [29]
  - Los Kent aparecen por primera vez en Superman: la serie animada. Estas versiones, además de criar a Superman, también adoptaron a Supergirl luego de que fuera rescatada de Argo.
  - Los Kent también aparecen en Liga de la Justicia, primero en "Hereafter" asistiendo al funeral de Superman, y más tarde en "Comfort and Joy", donde Superman y Detective Marciano los visitan durante la Navidad.
- Jonathan Kent aparece en Young Justice, con la voz de Mark Rolston. [28]
- Jonathan Kent aparece en DC Super Hero Girls, con la voz de Dean Cain. [28]
- Jonathan Kent hace un cameo en el episodio de Justice League Action "Harley Goes Ape!", con la voz de un actor no acreditado. [29]
- Jonathan Kent aparece en Teen Titans Go! en el episodio "Oranginos".
- Jonathan Kent aparece en Mis aventuras con Superman, con la voz de Reid Scott. [32] [28]

### Musical
- Jonathan Kent aparece It's a Bird... It's a Plane... It's Superman (1966), interpretado por Irene Tedrow.[33]

### Videojuegos
- Jonathan Kent aparece en DC Universe Online, con la voz de Brandon Young.
- Jonathan Kent aparece como personaje invocado en Scribblenauts Unmasked: A DC Comics Adventure . [34]